# Lesdins
Lesdins es una comuna francesa situada en el departamento de Aisne, de la región de Alta Francia.

## Geografía
Está ubicada a 5 km al norte de San Quintín.

## Demografía
| 529 | 544 | 546 | 824 | 855 | 750 | 811 | 831 |
| Para los censos de 1962 a 1999 la población legal corresponde a la población sin duplicidades (Fuente: INSEE [Consultar]) |     |     |     |     |     |     |     |